# Albaida del Aljarafe (kommunhuvudort)
Albaida del Aljarafe är en kommunhuvudort i Spanien.   Den ligger i provinsen Provincia de Sevilla och regionen Andalusien, i den sydvästra delen av landet, 400 km sydväst om huvudstaden Madrid. Albaida del Aljarafe ligger 173 meter över havet och antalet invånare är 2 268.
Terrängen runt Albaida del Aljarafe är huvudsakligen platt, men åt sydväst är den kuperad. Albaida del Aljarafe ligger uppe på en höjd. Runt Albaida del Aljarafe är det ganska tätbefolkat, med 149 invånare per kvadratkilometer. Närmaste större samhälle är Sevilla, 17,7 km öster om Albaida del Aljarafe. Trakten runt Albaida del Aljarafe består till största delen av jordbruksmark.